# Wavel Ramkalawan
Wavel Ramkalawan (Mahé, 15 marzo 1961) è un politico seychellese, già presbitero di fede anglicana.
Dall'ottobre 2020 è Presidente delle Seychelles, primo candidato dell'opposizione a vincere un'elezione dall'indipendenza.
È stato anche leader dell'opposizione tra il 1998 e il 2011 e nuovamente tra il 2016 e il 2020.

## Biografia
Wavel Ramkalawan è il figlio terzogenito in una famiglia con tre figli. Suo padre faceva il metalmeccanico e sua madre era maestra di scuola elementare.  Si è sposato con Linda ed ha tre figli: Samuel, Caleb e Amos. Ordinato sacerdote nel 1985, Wavel studia teologia al St Paul's Theological College (Mauritius); per seguitare gli studi all'Università di Birmingham. Il 26 ottobre 2020 presta giuramento come Presidente della Repubblica delle Seychelles.